# Demonassa
Demonassa is een kevergeslacht uit de familie van de boktorren (Cerambycidae). De wetenschappelijke naam van het geslacht werd voor het eerst geldig gepubliceerd in 1864 door Thomson.

## Soorten
Demonassa omvat de volgende soorten:
- Demonassa capitalis Blackburn, 1908
- Demonassa dichotoma (Newman, 1851)
- Demonassa marmorata Breuning, 1939